# Pegomya intermedia
Pegomya intermedia är en tvåvingeart som först beskrevs av Johann Wilhelm Meigen 1826.  Pegomya intermedia ingår i släktet Pegomya och familjen blomsterflugor.
Artens utbredningsområde är Tyskland. Inga underarter finns listade i Catalogue of Life.